# Guanto antitaglio

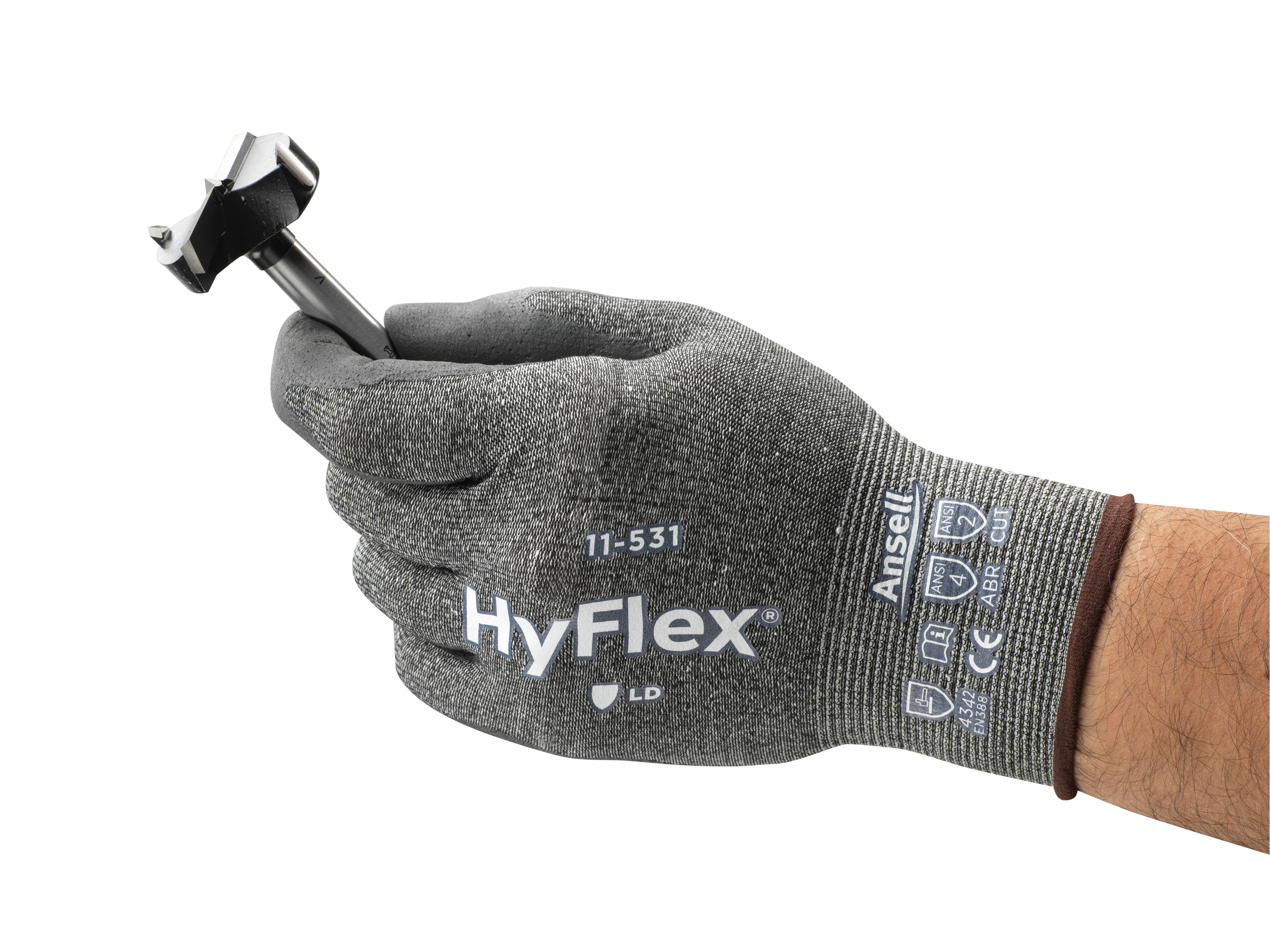
Esempio di guanto antitaglio (con protezione da taglio ANSI 2).

I guanti antitaglio sono destinati a proteggere le mani di chi lavora con oggetti affilati. Sono costituiti solitamente da fibre in kevlar, spectra, Dyneema, cuoio o maglia in acciaio.
Devono garantire un'ottima sensibilità (quindi non essere troppo spessi) e resistenza allo stesso tempo, permettendo inoltre alla mano di traspirare.

## Livello di resistenza
I guanti antitaglio sono classificati dall'ANSI in 6 livelli di resistenza, da 0 a 5.
Generalmente guanti con una protezione maggiore (ad esempio costruiti in Dyneema o in maglia in acciaio) risultano anche più rigidi e pesanti.

## Applicazioni

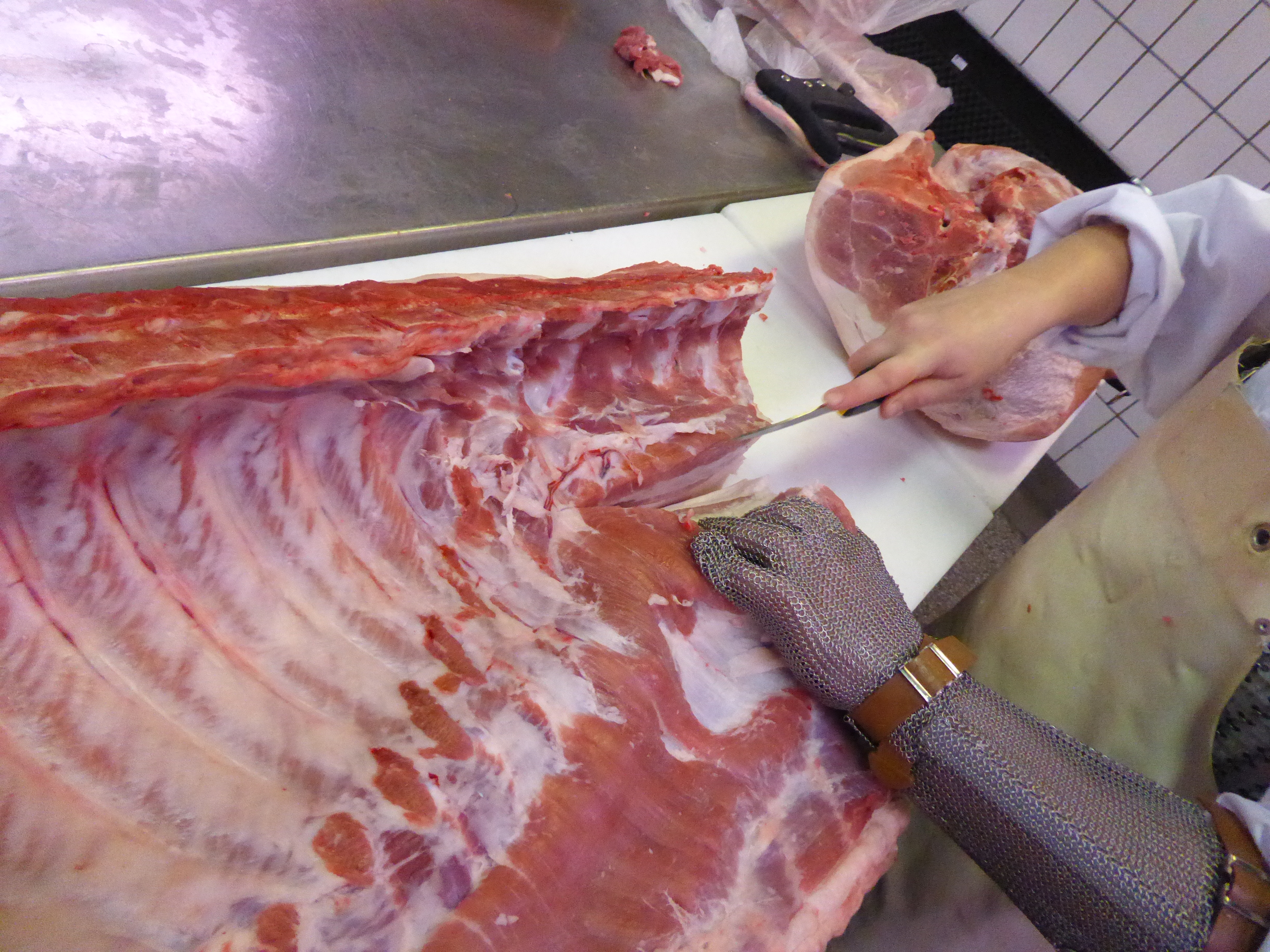
Guanto antitaglio in metallo usato in macelleria

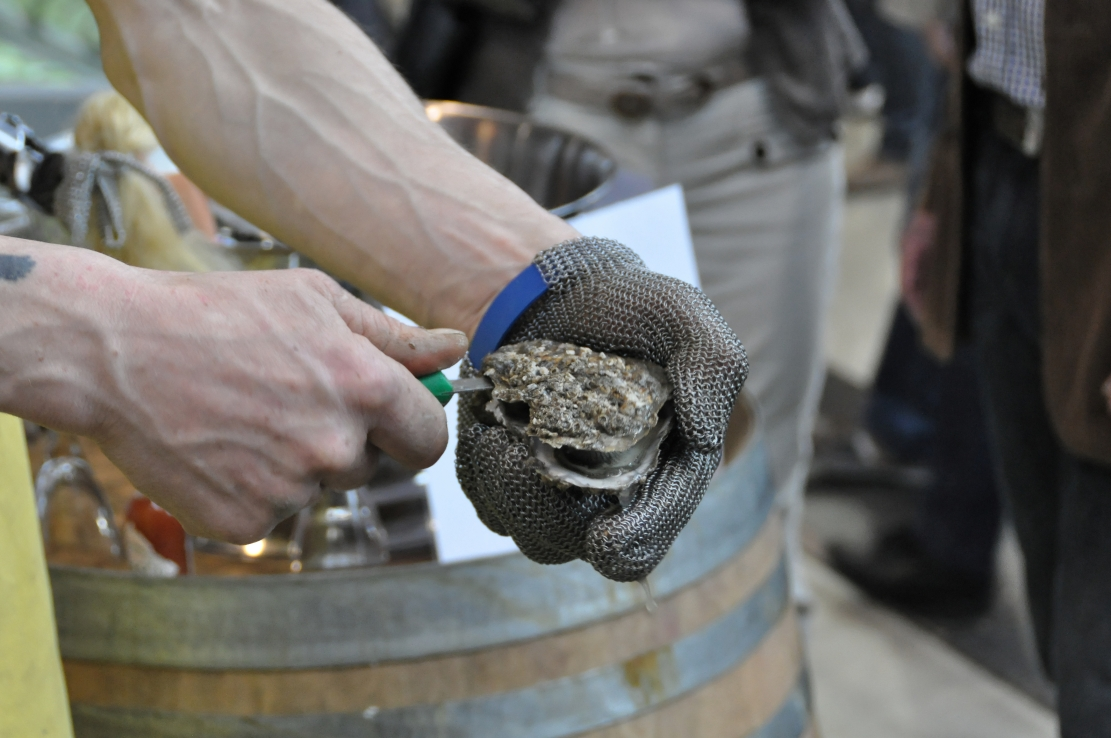
Utilizzo di guanto antitaglio in metallo durante l'apertura di un'ostrica.

I guanti antitaglio possono essere utilizzati in una molteplicità di attività dove sia presente il rischio di taglio alle mani, tra cui:
- lavorazioni meccaniche
- falegnameria
- cucina
- macelleria (in questo caso devono essere anche resistenti al taglio dell'affettatrice)
- giardinaggio.

## Normativa
Nell'ambito della Comunità Europea, in quanto dispositivi di protezione individuale, i guanti antitaglio destinati ad essere utilizzati in ambito lavorativo devono essere provvisti di marcatura CE ai sensi del Regolamento sui dispositivi di protezione individuale, che richiede diversi obblighi per i fabbricanti, tra cui anche la redazione di apposite istruzioni per l'uso e della dichiarazione di  conformità UE (salvo nel caso delle eccezioni indicate nella stessa normativa).